# Nilosyrtis Mensae
Nilosyrtis Mensae é uma área de Marte no quadrângulo de Casius. Ela está centrada a 36.87° N e 67.9° E.  Suas longitudes ocidentais e orientais são 51.1° E e 74.4° E.  Suas latitudes norte e sul são 36.87° N e 29.61° N.  Nilosyrtis Mensae fica logo a leste de Protonilus Mensae e ambas as regiões abrangem as delimitações da dicotomia marciana.  Seu nome foi adotado pela UAI em 1973.  Esste nome vem de uma formação de albedo clássica, e seu diâmetro é de 705 km.
A superfície é descrita como terreno erodido (fretted terrain).  Esses terrenos contém falésias, mesas, e largos vales de superfície plana. Acredita-se que esses objetos geográficos tenham sido causados por geleiras cobertas por cascalho. Essas geleiras são chamadas lobate debris aprons (placas de cascalho lobulares) quando ao redor de montículos e mesas. Quando essas geleiras se encontram em vales elas são chamadas preenchimento linear de vale (lineated valley fill).